# Функция скобка
Функциите „скобки“ или функционални скобки са математически функции, с които се обозначават най-близките цели числа до дадено число или дробната му част.
 
С долни скобки {\displaystyle \lfloor x\rfloor } или средни скобки {\displaystyle [x]} се обозначава най-голямото цяло число, което не надвишава (тоест е по-малко от или равно на) {\displaystyle x}. Обратно, горните скобки {\displaystyle \lceil x\rceil } обозначават най-малкото цяло число, което е по-голямо от или равно на {\displaystyle x}.

С големи скобки {\displaystyle \{x\}} се обозначава дробната част на {\displaystyle x}. Във всички случаи {\displaystyle x} е реално число.

## Долни скобки
Функцията „долни скобки“ (подови скобки, на английски: floor – под) или средни скобки е функция, която се обозначава с {\displaystyle \lfloor x\rfloor } или {\displaystyle [x]}. Често в програмирането {\displaystyle \mathrm {floor} (x)} се ползва вместо писмените обозначения.
Функцията е дефинирана по следния начин:
За едно реално число {\displaystyle x}, {\displaystyle \lfloor x\rfloor } е най-голямото цяло число, което е по-малко или равно на {\displaystyle x}.
или
{\displaystyle \lfloor x\rfloor :=\max \lbrace n\in \mathbb {Z} |n\leq x\rbrace }
Обозначението {\displaystyle [x]} е изобретено от Карл Фридрих Гаус.
Примери:
- {\displaystyle \lfloor 2,8\rfloor =2}
- {\displaystyle \lfloor -3,1\rfloor =-4}
- {\displaystyle \lfloor \pi \rfloor =3}
- {\displaystyle \lfloor e\rfloor =2}
- {\displaystyle \lfloor 5\rfloor =5}
- {\displaystyle \lfloor 4{\frac {1}{2}}\rfloor =4}
- {\displaystyle \lfloor -3{\frac {2}{5}}\rfloor =-4}

### Свойства
1. За всяко цяло число {\displaystyle x} ⇒ {\displaystyle [x]=x}.
2. Вярно е и обратното: Ако {\displaystyle [x]=x}, то {\displaystyle x} е цяло.
3. За произволни реални числа {\displaystyle x} и {\displaystyle y} e изпълнено {\displaystyle \quad [x]+[y]\leqslant [x+y][x]+[y]\leqslant [x+y]}.
4. За произволни реални числа {\displaystyle x} и {\displaystyle y} цялата част на сбора
{\displaystyle [x+y]\leqslant [x]+[y]+1[x+y]\leqslant [x]+[y]+1}.
5. За произволно реално {\displaystyle x} и цяло {\displaystyle n}, следва {\displaystyle \quad [x+n]=[x]+n[x+n]=[x]+n}.

## Горни скобки
Функцията „горни скобки“ (също изписана като ceiling) е дефинирана така:
За едно реално число {\displaystyle x}, {\displaystyle \lceil x\rceil } е най-малкото цяло число, което е по-голямо или равно на {\displaystyle x},
или
{\displaystyle \lceil x\rceil :=\min \lbrace n\in \mathbb {Z} |n\geq x\rbrace }.
На български език индивидуални имена за горната скобка не са често срещани; в тази статия се ползва горни скобки с обратното име долни скобки, по подобен начин както {\displaystyle \mathrm {floor} (x)} и {\displaystyle \mathrm {ceiling} (x)} са обратни, означавайки буквално под и таван. Имената най-вероятно идват от действието на функциите: те са като горната и долната граница на цялата част на {\displaystyle x}.
Примерни стойности на {\displaystyle x} и {\displaystyle \lceil x\rceil } са:
- {\displaystyle \lceil 2,1\rceil =3}
- {\displaystyle \lceil -4,5\rceil =-4}
- {\displaystyle \lceil \pi \rceil =4}
- {\displaystyle \lceil e\rceil =3}
- {\displaystyle \lceil 1\rceil =1}
- {\displaystyle \lceil 6{\frac {2}{3}}\rceil =7}
- {\displaystyle \lceil -8{\frac {3}{4}}\rceil =-8}

## Дробна част
Дробната част {\displaystyle \{x\}} на реалното число {\displaystyle x} е разликата между числото и цялата му част:
{\displaystyle \{x\}=x\,{\bmod {\,}}1=x-\lfloor x\rfloor },
или {\displaystyle \quad \lfloor x\rfloor +\{x\}=x}.
От определението за дробна част следва, че {\displaystyle \quad 0\leq \{x\}<1}.
Примери:
- {\displaystyle \{3\}=0}
- {\displaystyle \{4,5\}=0,5}
- {\displaystyle \{\pi \}=0,1415926...}
- {\displaystyle \{e\}=0,718281828459...}
- {\displaystyle \left\{{\tfrac {11}{3}}\right\}={\tfrac {11}{3}}-3={\tfrac {2}{3}}}
- {\displaystyle \left\{-{\tfrac {11}{3}}\right\}=-{\tfrac {11}{3}}-\lfloor -{\tfrac {11}{3}}\rfloor =-3{\tfrac {2}{3}}-(-4)={\tfrac {1}{3}}}
- {\displaystyle \;\{-1,05\}=-1,05-\lfloor -1,05\rfloor =-1,05-(-2)=0,95}

Понякога {\displaystyle \{x\}} се ползва само да означава частта на {\displaystyle x}, която е след десетичната запетая. Тогава последната примерна стойност е 
{\displaystyle \{-1,05\}=0,05}.